# Norra Grantjärnen
Norra Grantjärnen är en sjö i Säffle kommun i Värmland och ingår i Göta älvs huvudavrinningsområde.